# جی‌ام‌سی تیفون
جی‌ام‌سی تیفون (GMC Typhoon) خودرویی است که در سال‌های ۱۹۹۲ تا ۱۹۹۳ تولید شده‌است. سیستم جعبه‌دندهٔ آن ۴ دنده به صورت خودکار است.